# Мирволд, Андерс
Андерс Мирволд (норв. Anders Myrvold; род. 12 августа 1975, Лёренскуг, Акерсхус) — норвежский хоккеист, выступавший на позиции защитника.

## Карьера
Выбран на драфте НХЛ 1993 года под общим 127-м номером командой Квебек Нордикс. Дебютировал в сильнейшей лиге планеты, выступая за Колорадо Эвеланш. 22 ноября 1996 года вместе с Лэндоном Уилсоном был обменян в Бостон Брюинз за первый выбор на драфте НХЛ 1998 года. 28 августа 2000 года был подписан командой Нью-Йорк Айлендерс как свободный агент. 10 января 2002 года подписан командой Фрибург(Швейцария). 22 июля 2002 года был подписан Флоридой, а 1 января 2003 был взят в Детройт Ред Уингз. 15 сентября 2004 года попал в команду Волеренга.

## Избиение и травма головы
23 декабря 2006 года был избит после рождественской вечеринки в Осло. Он был успешно прооперирован и смог вернуться на лёд, и стал одной из причин успеха сборной Норвегии на Чемпионате мира по хоккею с шайбой в 2008 году, когда она смогла выйти в четвертьфинал турнира.

## Скандал с употреблением кокаина
В ноябре 2007 года игрок признался норвежской газете, что в течение некоторого времени употреблял кокаин. По его словам, он впервые попробовал кокаин на вечеринке после игры в Детройте. К времени, когда хоккеист давал интервью, он уже прошёл семинедельный курс реабилитации.
Трёхгодичный контракт с норвежской командой «Ставангер Ойлерз» был расторгнут по инициативе клуба, так как Мирволд отказался проходить допинг-контроль, что вызвало подозрения у клуба.

## Статистика выступлений в НХЛ

### Регулярные чемпионаты
| Сезон     | Команда            | И  | Ш | А | О | +/- | Штр |
| --------- | ------------------ | -- | - | - | - | --- | --- |
| 1995-1996 | Колорадо Эвеланш   | 4  | 0 | 1 | 1 | −2  | 6   |
| 1996-1997 | Бостон Брюинз      | 9  | 0 | 2 | 2 | −1  | 4   |
| 2000-2001 | Нью-Йорк Айлендерс | 12 | 0 | 1 | 1 | −2  | 0   |
| 2003-2004 | Детройт Ред Уингз  | 8  | 0 | 1 | 1 | −1  | 2   |